# Monocarbonsäuren
Monocarbonsäuren sind chemische Verbindungen, die nur eine Carboxy-Gruppe (–COOH) im Molekül tragen. Verbindungen mit mehreren Carboxy-Gruppen werden entsprechend als Di- oder Tricarbonsäuren bezeichnet. Verschieden strukturierte Monocarbonsäuren werden unter Carbonsäuren vorgestellt. Zu Monocarbonsäuren zählen auch die Fettsäuren. Eine Tabelle der kürzeren gesättigten und ungesättigten (unverzweigten) Monocarbonsäuren findet man in dem Artikel Fettsäuren.

## Beispiele
Monocarbonsäuren können entsprechend der IUPAC-Nomenklatur durch Anhängen des Worts „Säure“ an den Namen des zugehörigen Alkans benannt werden.
- Monocarbonsäuren:
  -  Methansäure (Trivialname Ameisensäure)
  -  Ethansäure  (Trivialname Essigsäure)
- Aromatische Monocarbonsäuren:
  -  Benzoesäure